# 五大
五大（羅馬化：godai），也叫五輪、五界，佛教術語，是在四大種之外又加上“空”，也稱五大元素，但不能稱爲“五大種”。印度教和沙門外道也有五大元素的概念，但稱爲“五大種”，認為空是大種，佛教則反對此看法。

## 概述
佛教認為世界一切事物等物質的色法，包含山川大地等的器世間以及生命有情的身體，皆為地、水、火、風所構成，稱爲四大、四大種、四大元素或四界，每種元素有自己的體性。人死後四大種和合之身分離，四大種各歸其界，這是沙門教派的共同觀念之一。

大種學說可導致斷見和常見二類邊執見。如順世論是典型的斷滅見，其核心教義是：四大種外無別有物。具如《大乘廣百論釋論》記載：
|  | 順世外道作如是言：諸法及我，大種為性，四大種外，無別有物，即四大種和合為我，及身心等，內外諸法。現世是有，前後世無，有情數法，如浮泡等，皆從現在眾緣而生，非前世來，不往後世。身根和合，安立差別為緣，發起男女等心，受用所依與我和合，令我體有男等相現，緣此我境，復起我見，謂：我是男、女及非二。 |

與其相對的是五大學說，如《根本說一切有部毘奈耶》記載的無作論觀點：
|  | 無施，無受，亦無祠祀。……於此有命，名之為生，此身謝已，五大分離，更無生理，名之為死。地歸於地，水歸於水，火歸於火，風歸於風，諸根歸空。四人輿至焚燒之處，以火燒訖，但有殘骨，更無所知，愚、智同此。與者名施，取者名受，諸說有者，皆是虛妄。 |

在地、水、火、風外，再加空大即空，人死後諸根歸空：根無大種為所依故，便隨空轉，在古印度的思想文化背景下，其含義被喻為：所依樹倒，鳥歸空，此說不是死後諸根滅無的斷滅見，而是諸根特別是命根或意根常存之常見。五大學說中，此空非色法，不是六界聚之界，與四大種不同之處在於沒有“種”的含義：無增無減、無損無益、無興無衰，非先業異熟而生。

## 分類
地
自相是堅，作用是持，代表大地、土地、固體、相對不變動者
水
自相是濕，作用是攝，代表水、流體、液體、不定形者、流動者
火
自相是煖（暖），作用是熟，代表強、熱、慾望等
風
自相是動，作用是長，代表成長、自由、擴大
空
此“空”指限定虛，並非性，又稱界。

## 五輪塔

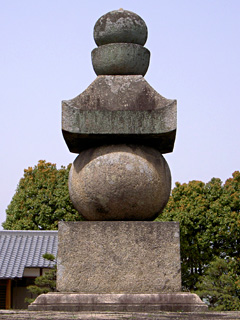
日本的五輪塔

密教的五輪塔對應了五大，為佛塔的一種。

## 五行
五大和中國的五行學說不相同。五行是指：金、木、水、火、土。

## 相關概念
- 四大種，早期的小乘佛教继承婆羅門教的部份教義，認為万物均由地、水、火、風四种元素所构成，被稱為为“四大”或“四大種”。
- 密宗六大，密教在五大之上再加上識，称为“六大”；密宗认为，大日如来，以及众生身心和世界万物，都由六大构成，故彼此无差别，是圆融一体的。